# Marco VI di Alessandria (copto)
Papa Marco VI ovvero Marco de Bahcuira (Egitto, ... – Egitto, 20 aprile 1656) è stato il 101º papa della Chiesa ortodossa copta e patriarca di Alessandria, dal 1646 al 1656.
Prete e monaco del Monastero di Sant'Antonio, fu eletto come successore di Matteo nel 1646.
Il suo papato si estese sull'Egitto dalla Chiesa della Vergine Maria al Cairo.
Durante il suo papato, fu in relazione con l'arcivescovo siriano Ahatallah. Ahatallah era al Cairo quando Marco VI ricevette una enciclica da Tommaso, arcidiacono della comunità dei Cristiani di San Tommaso in India, nella quale era richiesto un nuovo vescovo in funzione della dominazione portoghese: non potendo inviare nessuno dalla sua Chiesa consigliò ad Ahatallah di recarsi in India in missione.